# Кустья
Ку́стья (эст. Kustja) — деревня на севере Эстонии в волости Сауэ уезда Харьюмаа. 
До административной реформы местных самоуправлений Эстонии 2017 года входила в состав волости Керну.
На севере деревня граничит с Хайба, на северо-востоке с Кирикла, на востоке с Пихали и Адила, на юго-востоке с Охулепа, на юге с Кябикюла на юго-западе с Паяка, на западе с Мусту, на северо-западе с Мынусте.
На 2014 год население деревни составляло 32 человека. Старейшина деревни — Аисте Пармасто.

## История
Кустья впервые упоминается в Датской поземельной книге, созданной в XIII веке на основе «Большой эстонской описи», проведенной датскими монахами в 1219—1220 годах. Согласно книге, деревня носила название Kustizæ и составляла 17 сох.
В советское время, после присоединения Эстонии к СССР, на территории деревни был образован колхоз «Валгус» (эст. Valgus — свет). В 1950 году к колхозу был присоединен колхоз Алгус (эст. Algus — начало), находившийся на территории современной деревни Мынусте. В 1974 году объединенный колхоз Валгус, наряду с тринадцатью другими мелкими колхозами, вошёл в состав колхоза Хайба.
В 1986 под руководством археолога Мати Мандела начались раскопки средневекового поселения, упоминавшегося в Датской поземельной книге. Раскопки поселения являются археологическим памятником.